# Apple Records
Apple Records – angielska wytwórnia muzyczna założona w 1968 roku przez członków zespołu The Beatles, jako część ich firmy Apple Corps. Przed rokiem 1975 firmy EMI i Capitol Records zajmowały się dystrybucją nagrań Apple. Poza członkami grupy The Beatles, z firmą kontrakty podpisało kilku innych artystów, np. Billy Preston, grupa Badfinger, James Taylor, Modern Jazz Quartet czy Mary Hopkin.
Według The Beatles Anthology jabłko w logo Apple Records zostało zaprojektowane tak, aby przypominało jabłko z obrazu Syn człowieczy.

## Zapple Records
Firma Apple posiadała także swój oddział, nazwany Zapple Records, z założenia mający się zajmować nagraniami awangardowymi i poezją śpiewaną. W ramach Zapple wydano tylko dwa albumy (Unfinished Music No.2: Life with the Lions Johna Lennona i Electronic Sound George’a Harrisona), a firma zakończyła działalność w czerwcu 1969 roku.

## Lista artystów nagrywających w Apple Records

### The Beatles i powiązani z nimi muzycy
- The Beatles
- John Lennon
- The Plastic Ono Band
- Paul McCartney
- Wings
- George Harrison
- Ringo Starr
- Yoko Ono

### Inni artyści
- Badfinger
- Black Dyke Mills Band
- Brute Force
- Elastic Oz Band
- Elephant's Memory
- Chris Hodge
- Mary Hopkin
- Hot Chocolate
- Jackie Lomax
- Modern Jazz Quartet
- David Peel and the Lower East Side
- Billy Preston
- Radha Krishna Temple
- Ravi Shankar
- Ronnie Spector
- The Sundown Playboys
- John Tavener
- James Taylor
- Trash
- Doris Troy
- Lon and Derek Van Eaton